# Gilbert i Salivan
Gilbert i Salivan odnosi se na pozorišno partnerstvo dramaturga V. S. Gilberta (1836–1911) i kompozitora Artura Salivana (1842–1900) iz viktorijanske ere i na dela koja su zajednički stvorili. Njih dvojica su sarađivali na četrnaest komičnih opera između 1871 i 1896, od kojih su H.M.S. Pinafor, Pirati Penzansa i Mikado među najpoznatijim.
Gilbert, koji je napisao librete za ove opere, stvorio je maštovite „lepršave” svetove u kojima je svaki apsurd doveden do svog logičnog zaključka - vile se druže sa britanskim lordovima, flert je kapitalni prekršaj, gondolijeri postaju deo monarhije, a gusari se pojavljuju kao plemići koji su zagubili put. Salivan, koji je bio šest godina mlađi od Gilberta, komponovao je muziku, doprinoseći nezaboravnim melodijama koje su mogle da dočaraju humor i tugu.
Njihove opere uživale su širok i trajan međunarodni uspeh i još uvek se često izvode širom sveta na engleskom govornom području. Gilbert i Salivan uveli su inovacije u sadržaju i formi koje su direktno uticale na razvoj muzičkog pozorišta tokom 20. veka. Njihove opere su takođe uticale na politički diskurs, književnost, film i televiziju, i humoristi su ih široko parodirali i imitirali. Producent Ričard Kart je združio Gilberta i Salivan i pospešivao njihovu saradnju. On je 1881. godine izgradio Savojski teatar kako bi predstavio njihove zajedničke radove (koji su postali poznati kao Savojske opere) i osnovao opersku kompaniju Dojli Karta, koja je više od jednog veka izvodila i promovisala radove Gilberta i Salivana.

## Počeci

### Gilbert pre Salivana
Gilbert je rođen u Londonu, 18. novembra 1836. Njegov otac, Vilijam, bio je mornarički hirurg, koji je kasnije pisao romane i kratke priče, od kojih su neke uključivale i ilustracije njegovog sina. Godine 1861, kako bi dopunio svoje prihode, mlađi Gilbert je počeo da piše svoje ilustrovane priče, pesme i članke, od kojih će mnoge kasnije biti nadahnuće za njegove drame i opere, posebno Gilbertove serije ilustrovanih pesama, Bab balade.
U Bab baladama i njegovim ranim dramama, Gilbert je razvio jedinstveni stil (engl. topsy-turvy) u kome je humor izveden postavljanjem smešne premise i razvijanjem njenih logičnih posledica, koliko god apsurdnih. Reditelj i dramatičar Majk Li opisao je „Gilbertski” stil na sledeći način:
S velikom fluidnošću i slobodom, [Gilbert] kontinuirano dovodi u pitanje naša prirodna očekivanja. Prvo, u okviru priče on ostvaruje bizarne stvari i preokreće svet naglavačke. Tako se učeni Sudija ženi tužiteljem, vojnici se pretvaraju u estete, i tako dalje, i skoro svaka opera se rešava spretnim pomeranjem ciljeva ... Njegov genij je da stapa suprotnosti neosetnom veštnom ruke, spajajući nadrealno sa realnim, i karikatura s prirodnim. Drugim rečima, da ispriča potpuno neverovatnu priču na potpuno bezizrazan način.
Gilbert je razvio svoje inovativne teorije o umetnosti scenskog režiranja, prateći pozorišnog reformatora Toma Robertsona. U vreme kada je Gilbert počeo da piše, pozorište u Britaniji je bilo zapušteno. Gilbert je pomogao da se reformiše i podigne respektabilnost pozorišta, posebno počevši od njegovih šest kratkih komičnih porodično-podesnih opera ili „zabava” za Tomasa Germana Rida.
Na probi jedne od tih predstava, Veoma davno, 1870. godine, kompozitor Frederik Klej je upoznao Gilberta sa svojim prijateljem, mladim kompozitorom Arturom Salivanom. Sledeće godine, pre nego što su njih dvoje počeli da sarađuju, Gilbert je nastavio da piše šaljive stihove, priče i predstave, uključujući komične opere Naš ostrvski dom (1870) i Senzacionalna novela (1871), i komedije slobodnih stihova Princeza (1870), Palata istine (1870) i Pigmalion i Galatea (1871).

### Salivan pre Gilberta
Salivan je rođen u Londonu 13. maja 1842. Otac mu je bio vojni vođa orkestra, i do vremena kada je Artur navršio osmu godinu, on je mogao da svira sve instrumente u bendu. U školi je počeo da komponuje himne i pesme. Godine 1856, on je dobio prvu Mendelsonovu stipendiju i studirao na Kraljevskoj muzičkoj akademiji, a potom i u Lajpcigu, gde je takođe počeo da se bavi dirigovanjem. Njegov diplomski rad, završen 1861. godine, bio je zbirka prateće muzike za Šekspirovsku Buru. To delo je u izmenjenom i proširenom obliku izvedeno u Kristalnoj palati 1862. godine i bilo je senzacionalno uspešno. On je počeo da izgrađuje reputaciju vrhunskog mladog engleskog kompozitora, komponujući simfoniju, koncert i nekoliko uvertira, među kojima je bila i Uvertira Di Balo, 1870. godine.

## Literatura
- Ainger, Michael (2002). Gilbert and Sullivan, a Dual Biography. Oxford: Oxford University Press. ISBN 0-19-514769-3.
- Allen, Reginald (1975). The First Night Gilbert and Sullivan. London: Chappell & Co. Ltd. ISBN 0-903443-10-4.
- Baily, Leslie (1966). The Gilbert and Sullivan Book (new изд.). London: Spring Books. ISBN 0-500-13046-9.
- Bradley, Ian (1996). The Complete Annotated Gilbert and Sullivan. Oxford: Oxford University Press. ISBN 0-19-816503-X.
- Bradley, Ian (2005). Oh Joy! Oh Rapture! The Enduring Phenomenon of Gilbert and Sullivan. Oxford University Press. ISBN 0-19-516700-7.
- Cellier, François and Cunningham Bridgeman (1914). Gilbert and Sullivan and Their Operas. London: Sir Isaac Pitman & sons, ltd.
- Crowther, Andrew (2011). Gilbert of Gilbert & Sullivan: his Life and Character. London: The History Press. ISBN 978-0-7524-5589-1.
- Dark, Sidney; Rowland Grey (1923). W S Gilbert: His Life and Letters. London: Methuen. стр. 157—58.
- Dillard, Philip H. (1991). How quaint the ways of paradox!. Metuchen, N.J.: The Scarecrow Press, Inc. ISBN 0-8108-2445-0.
- Hughes, Gervase (1959). The Music of Sir Arthur Sullivan. London: Macmillan & Co Ltd.
- Jacobs, Arthur (1986). Arthur Sullivan – A Victorian Musician. Oxford University Press. ISBN 0-19-282033-8.
- Joseph, Tony (1994). D'Oyly Carte Opera Company, 1875–1982: An Unofficial History. London: Bunthorne Books. ISBN 0-9507992-1-1.
- Stedman, Jane W. (1996). W. S. Gilbert, A Classic Victorian & His Theatre. Oxford University Press. ISBN 0-19-816174-3.
- Walbrook, H.M. (1922). Gilbert & Sullivan Opera, A History and a Comment. London: F. V. White & Co. Ltd.
- Williams, Carolyn (2010). Gilbert and Sullivan: Gender, Genre, Parody. New York: Columbia University Press. ISBN 0-231-14804-6.
- Wilson, Robin; Frederic Lloyd (1984). Gilbert & Sullivan: The Official D'Oyly Carte Picture History. New York: Alfred A. Knopf, Inc. ISBN 0-394-54113-8.
- Wolfson, John (1976). Final curtain: The last Gilbert and Sullivan Operas. London: Chappell in association with A. Deutsch. ISBN 0-903443-12-0..  0-903443-12-0
- Benford, Harry (1999). The Gilbert & Sullivan Lexicon, 3rd Revised Edition. Ann Arbor, Michigan: The Queensbury Press. ISBN 0-9667916-1-4.
- Crowther, Andrew (2000). Contradiction Contradicted – The Plays of W. S. Gilbert. Associated University Presses. ISBN 0-8386-3839-2.
- Fitzgerald, Percy Hetherington (1894). The Savoy Opera and the Savoyards. London: Chatto & Windus.
- Gilbert, W. S. (1932).  Deems Taylor, ур. Plays and Poems of W. S. Gilbert. New York: Random House.
- Gilbert, W. S. (1976). The Complete Plays of Gilbert and Sullivan. New York: W. W. Norton and Company. ISBN 0-393-00828-2.
- Gilbert, W. S. (1994). The Savoy Operas. Hertfordshire, England: Wordsworth Editions Ltd. ISBN 1-85326-313-3.
- Hulme, David Russell (1986). The operettas of Sir Arthur Sullivan: A study of available autograph scores. Aberystwyth University.